# Moythomasia
Moythomasia es un género extinto de peces actinopterigios prehistóricos. Fue descrito por Gross en 1950.
Vivió en Australia, Bielorrusia, Canadá, Estonia, Alemania, Irán, Letonia, Polonia, Rusia y los Estados Unidos.

## Especies
- M. devonica (Clarke, 1885)
- M. durgaringa Gardiner & Bartram, 1977
- M. lineata Choo, 2015
- M. nitida Gross, 1953
- M. perforata (Gross, 1942) [Aldingeria perforata Gross, 1942]